# 篩

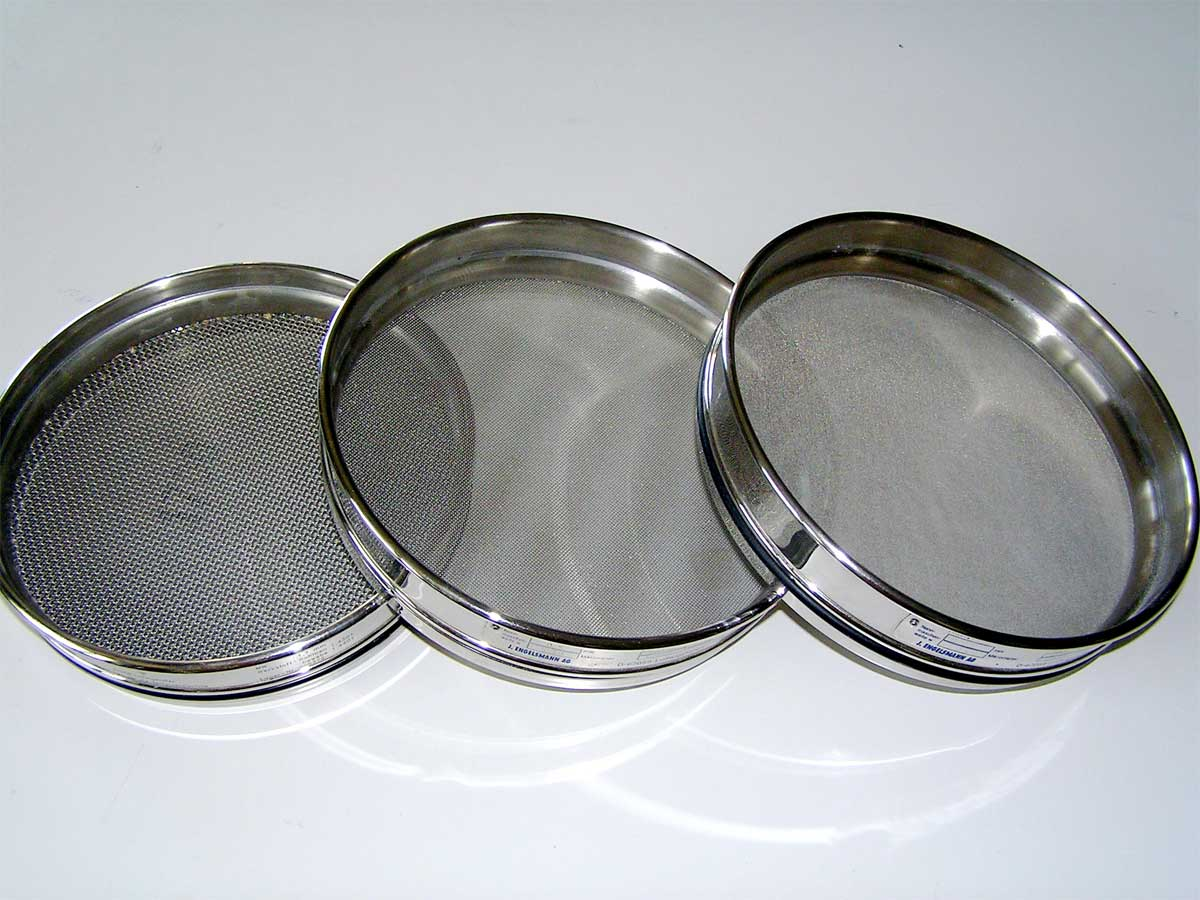
ふるい

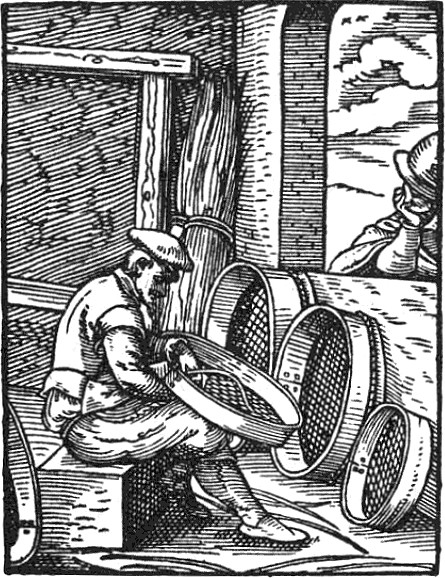
16世紀ドイツの篩（フランクフルト・アム・マイン）

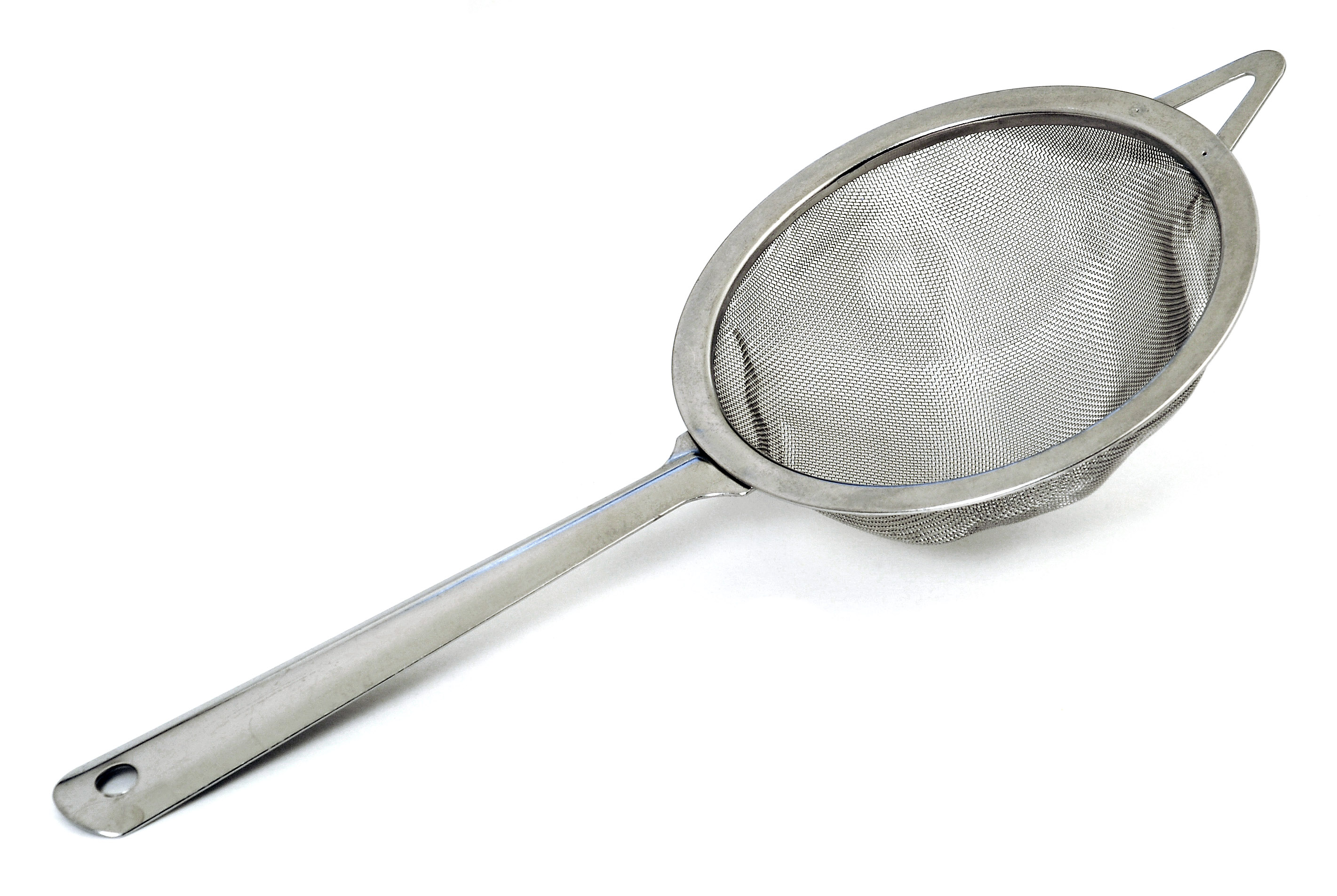
取っ手つきのふるい

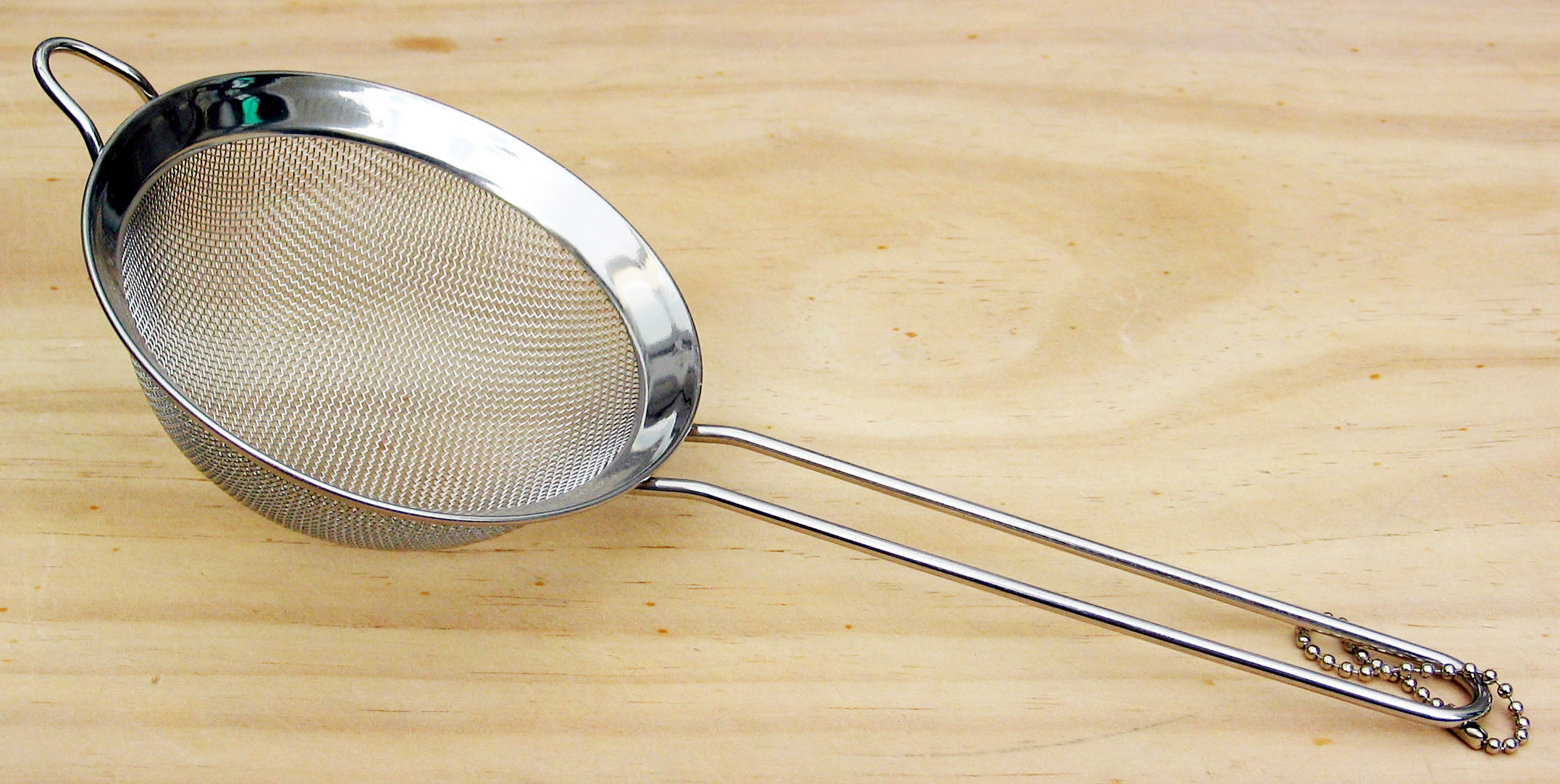
ふるい

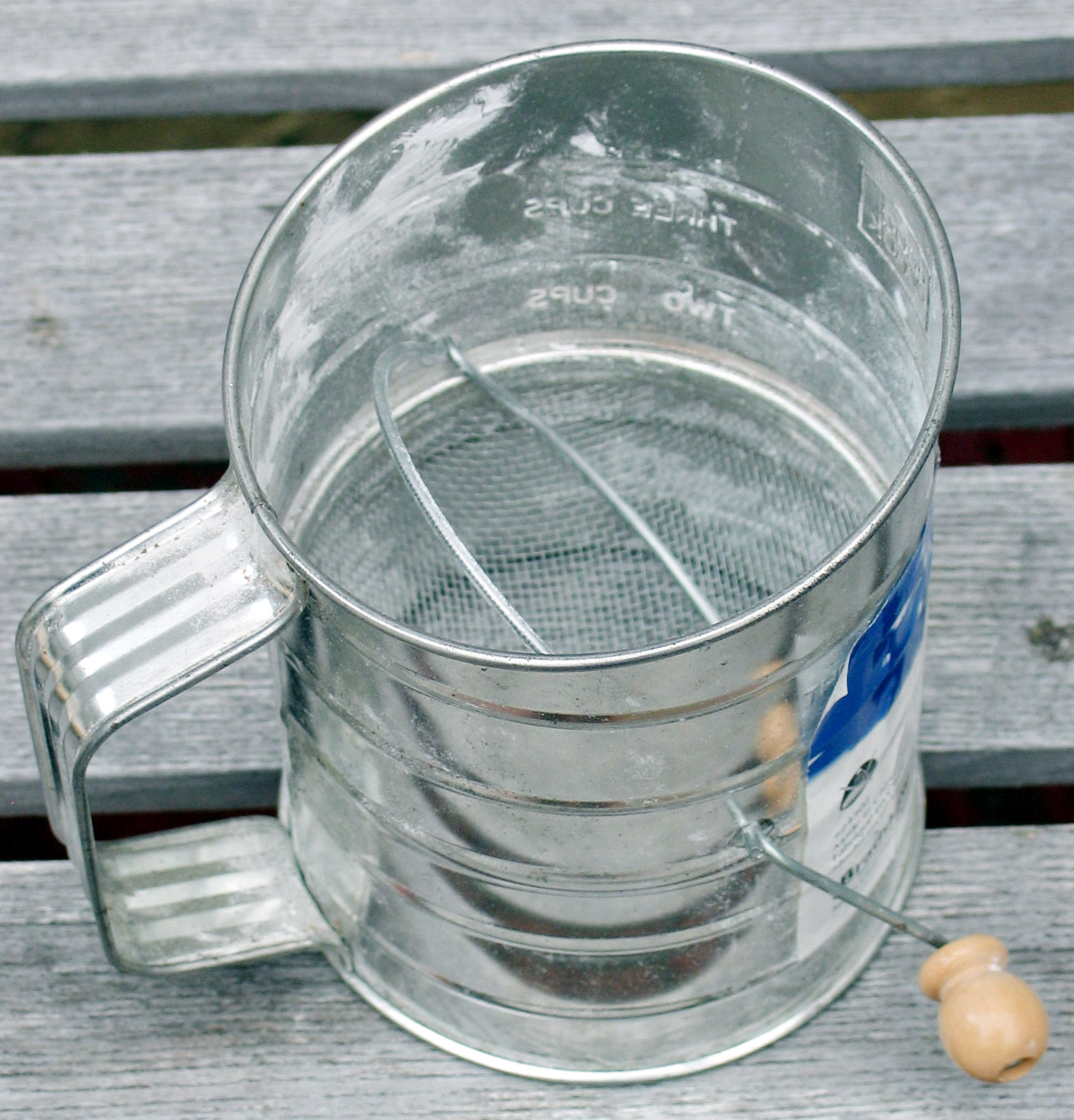
ふるい

篩（ふるい、英: sieve）とは、紛粒状の固体混合物から、その粒径やその他の物理的性質によって、特定の紛粒状固体を選別する機器の総称。一般には網状になっている。本来は粗い目のものを「通し」、細かい目のものを「ふるい」というが、混用されており厳密に区別することも困難とされる。

## 概略
おもに粒状のものを入れてゆり動かし、粒の大小によって選択、分離するための道具である。網ふるいが代表的であり、粒度によって網目の大きさを調整することが多い。民具としては、世界的にみられる。日本では竹、籐、アケビの蔓（つる）、馬毛、絹、綿などが用いられてきた。
網目ではなく、直径のそろった円い穴を多数あけたタイプのものもある。用途に応じて、蓋付きのもの、相似形の受けをともなうものなどがあり、今日では電動ふるいも多く使用されている。
同じように竹を編んで作られた道具に、笊（ざる）と籠（かご）がある。ふるいとざる、かごは用途によって区別されるものである。

## 種類
試験用
地質調査などに用いられるものでISOやJISで規格化されており、種類ごとの目は2の倍数になっている（1/2mm、1mm、2mm、4mmなど）。
園芸用
園芸用のふるいは大まかに同じくらいの大きさの土の粒を集めるために用いられる。
調理用
調理器具に粉ふるいがある。